# UFC on Fox: VanZant vs. Waterson
UFC on Fox: VanZant vs. Waterson è stato un evento di arti marziali miste tenuto dalla Ultimate Fighting Championship svolto il 17 dicembre 2016 al Golden 1 Center di Sacramento, Stati Uniti.

## Retroscena
Dopo i primi quattro eventi organizzati allo Sleep Train Arena di Sacramento, questo fu il primo a tenersi nel nuovo palazzetto della città.
L'incontro di pesi paglia tra Paige VanZant e l'ex campionessa dei pesi atomo Invicta FC Michelle Waterson, venne scelto come main event della card.
In questo evento si tenne l'ultimo incontro dell'ex campione dei pesi piuma WEC Urijah Faber, che affrontò l'inglese Brad Pickett.
Dopo la cancellazione di UFC Fight Night: Lamas vs. Penn, gli incontri James Moontasri vs. Alex Morono e Cole Miller vs. Mizuto Hirota vennero spostati per questo evento.

## Risultati
|                                   | Divisione             |                       |                       |                        | Metodo                                      | Round                 | Tempo                 | Premio                |
| Card Principale (Fox)             | Card Principale (Fox) | Card Principale (Fox) | Card Principale (Fox) | Card Principale (Fox)  | Card Principale (Fox)                       | Card Principale (Fox) | Card Principale (Fox) | Card Principale (Fox) |
| --------------------------------- | --------------------- | --------------------- | --------------------- | ---------------------- | ------------------------------------------- | --------------------- | --------------------- | --------------------- |
|                                   | Pesi Paglia (F)       | Michelle Waterson     | batte                 | Paige VanZant          | Sottomissione tecnica (rear-naked choke)    | 1                     | 3:21                  | POTN                  |
|                                   | Pesi Welter           | Mickey Gall           | batte                 | Sage Northcutt         | Sottomissione (rear-naked choke)            | 2                     | 1:40                  |                       |
|                                   | Pesi Gallo            | Urijah Faber          | batte                 | Brad Pickett           | Decisione unanime (30-26, 30-26, 30-26)     | 3                     | 5:00                  |                       |
|                                   | Pesi Welter           | Alan Jouban           | batte                 | Mike Perry             | Decisione unanime (29-28, 30-27, 30-27)     | 3                     | 5:00                  |                       |
| Card Preliminare (Fox Sports 1)   |                       |                       |                       |                        |                                             |                       |                       |                       |
|                                   | Pesi Mediomassimi     | Paul Craig            | batte                 | Luís Henrique da Silva | Sottomissione (armbar)                      | 2                     | 1:59                  | POTN                  |
|                                   | Pesi Piuma            | Mizuto Hirota         | batte                 | Cole Miller            | Decisione unanime (30-26, 30-27, 30-27)     | 3                     | 5:00                  |                       |
|                                   | Pesi Welter           | Colby Covington       | batte                 | Bryan Barberena        | Decisione unanime (30-27, 30-27, 30-27)     | 3                     | 5:00                  |                       |
|                                   | Pesi Welter           | Alex Morono           | batte                 | James Moontasri        | Decisione unanime (29-28, 29-28, 29-28)     | 3                     | 5:00                  |                       |
|                                   | Pesi Leggeri          | Josh Emmett           | batte                 | Scott Holtzman         | Decisione unanime (29-28, 29-28, 29-28)     | 3                     | 5:00                  |                       |
|                                   | Pesi Gallo (F)        | Leslie Smith          | batte                 | Irene Aldana           | Decisione unanime (29-28, 29-28, 30-27)     | 3                     | 5:00                  | FOTN                  |
| Card Preliminare (UFC Fight Pass) |                       |                       |                       |                        |                                             |                       |                       |                       |
|                                   | Pesi Gallo            | Eddie Wineland        | batte                 | Takeya Mizugaki        | KO Tecnico (pugni)                          | 1                     | 3:04                  |                       |
|                                   | Pesi Mosca            | Hector Sandoval       | batte                 | Fredy Serrano          | Decisione unanime (30-27, 29-28, 30-27)     | 3                     | 5:00                  |                       |
|                                   | Pesi Welter           | Sultan Aliev          | batte                 | Bojan Velickovic       | Decisione non unanime (28-29, 30-27, 30-27) | 3                     | 5:00                  |                       |

## Premi
I lottatori premiati ricevettero un bonus di 50 000 dollari.
Legenda:
- FOTN: Fight of the Night (vengono premiati entrambi gli atleti per il miglior incontro dell'evento)
- POTN: Performance of the Night (viene premiato il vincitore per la migliore performance dell'evento)